# Кирияк, Нелля Павловна
Нелля[уточнить] Павловна Кирияк (20 декабря 1935, Тирасполь — ?) — молдавский советский государственный и коммунистический деятель, заместитель председателя Совета Министров Молдавской ССР. Депутат Верховного Совета Молдавской ССР 9-11-го созывов, народный депутат СССР. Член ЦК Коммунистической партии Молдавии. Кандидат исторических наук (1980).

## Биография
Родилась в семье служащего. В 1958 году окончил Московский технологический институт лёгкой промышленности.
В 1958—1963 годах — мастер, начальник смены, начальник цеха, главный технолог Кишиновского комбината искусственных кож и резино-технических изделий имени Калинина Молдавской ССР.
Член КПСС с 1961 года.
В 1963—1964 годах — инструктор промышленно-транспортного отдела ЦК КП Молдавии.
В 1964—1966 годах — слушатель Высшей партийной школы при ЦК КПСС в Москве.
В 1966—1969 годах — заместитель заведующего промышленно-транспортным отделом ЦК КП Молдавии.
В 1969—1972 годах — заместитель, 1-й заместитель министра местной промышленности Молдавской ССР.
В 1972—1974 годах — 1-й секретарь Ленинского районного комитета КП Молдавии города Кишинева.
В 1974—1976 годах — заведующий отделом плановых и финансовых органов ЦК КП Молдавии.
В 1976—1978 годах — заведующий отделом легкой промышленности, торговли и бытового обслуживания ЦК КП Молдавии.
В 1978—1980 годах — аспирант Академии общественных наук при ЦК КПСС в Москве.
7 июля 1980 — 28 февраля 1987 года — заместитель председателя Совета министров Молдавской ССР.
28 февраля 1987 года — 29 июля 1989 года — секретарь Президиума Верховного Совета Молдавской ССР.
Народный депутат СССР.

## Награды
- орден Трудового Красного Знамени
- орден «Знак Почета»
- медали